# محمد يعقوب خان
محمد يعقوب خان هو أمير أفغانستان من 1879م إلى 1879 م.
هو محمد يعقوب خان بن شير علي خان بن دوست محمد خان تولى أمارة أفغانستان عام 1879م، لكنه لم يستمر بالحكم طويلاً حيث خلعه أخوه محمد أيوب خان بسبب رغبة محمد يعقوب خان التنازل عن شؤون أفغانستان الخارجية لمصلحة بريطانيا .